# Rio (bande originale)
Ne doit pas être confondu avec l'autre album de bande originale, Rio (album, 2011).
Pour les articles homonymes, voir Rio.
Rio - Original Motion Picture Score, est la bande originale distribué par Varèse Sarabande, du film américano brésilien d'animation de Carlos Saldanha, Rio, sortis en 2011.

## Liste des titres
Toute la musique est composée par John Powell, sauf indication contraire.
| 1.    | Morning Routine      |                                 | 2:23 |
| 2.    | Meet Tulio           |                                 | 2:55 |
| 3.    | Great Big Momma Bird |                                 | 2:47 |
| 4.    | Paradise Concern     |                                 | 1:59 |
| 5.    | Bagged and Missing   |                                 | 2:09 |
| 6.    | Locked Up            |                                 | 2:10 |
| 7.    | Chained Chase        |                                 | 2:35 |
| 8.    | Bedtime Flyers       |                                 | 2:58 |
| 9.    | Idiot Glider         |                                 | 1:56 |
| 10.   | Juicy Little Mango   |                                 | 2:27 |
| 11.   | Umbrellas of Rio     |                                 | 2:28 |
| 12.   | Motorbike            |                                 | 1:23 |
| 13.   | Bird Fight           |                                 | 1:03 |
| 14.   | Birds Moved          |                                 | 2:33 |
| 15.   | Heimlich             |                                 | 2:31 |
| 16.   | Birdnapped           |                                 | 3:37 |
| 17.   | Rio Airport          |                                 | 4:24 |
| 18.   | Flying               |                                 | 2:43 |
| 19.   | Market Forro         | Carlinhos Brown et Mikael Mutti | 2:11 |
| 47:12 |                      |                                 |      |

## Musiques additionnelles
- On entend aussi durant le film, les titres suivants, qui ne sont, ni repris sur cet album, ni sur l'album Rio - Music from the Motion Picture. Il s'agit[3] :
  - Real In Rio
    - Musique de Sergio Mendes, Carlinhos Brown, Mikael Mutti et John Powell
    - Texte de Siedah Garrett
    - Interprété par The Rio Singers
    - Produit par Sergio Mendes, John Powell, Carlinhos Brown et Mikael Mutti

  - Whoomp! There It Is
    - Écrit par Stephen Gibson et Cecil Glenn
    - Interprété par Tag Team
    - Avec l'aimable autorisation de DM Records, Inc.

  - Let Me Take You to Rio
    - Musique et texte d'Ester Dean, Carlinhos Brown et Mikael Mutti
    - Interprété par Ester Dean et Carlinhos Brown
    - Produit par Ester Dean et John Powell
    - Ester Dean interprète avec l'aimable autorisation de Zone 4 / Interscope Records

  - Say You, Say Me
    - Écrit, interprété par Lionel Richie, avec son aimable autorisation.

  - Sapo Cai
    - Musique de Sergio Mendes et Carlinhos Brown
    - Arrangement par John Powell
    - Texte de Sergio Mendes, Carlinhos Brown et Mikael Mutti
    - Interprété par Carlinhos Brown et Mikael Mutti
    - Produit par Sergio Mendes, John Powell, Carlinhos Brown et Mikael Mutti

  - Copacabana Dreams
    - Musique de Sergio Mendes et John Powell
    - Interprété par Sergio Mendes
    - Produit par Sergio Mendes et John Powell

  - Pretty Bird
    - Musique de Jemaine Clement et John Powell
    - Texte de Jemaine Clement, Yoni Brenner et Mike Reiss
    - Interprété par Jemaine Clement
    - Produit par John Powell

  - Girl From Ipanema
    - Écrit par Antonio Carlos Jobim, Vinicius de Moraes[4] et Norman Gimbel

  - Funky Monkey
    - Musique de Carlinhos Brown et Mikael Mutti
    - Texte de Siedah Garrett, Carlinhos Brown et Mikael Mutti
    - Interprété par Siedah Garrett, Carlinhos Brown, Mikael Mutti et Davi Vieira
    - Produit par John Powell, Carlinhos Brown et Mikael Mutti

  - Mas que Nada
    - Écrit par Jorge Ben
    - Interprété par Sergio Mendes featuring Gracinha Leporace
    - Produit par Sergio Mendes et John Powell

  - Forro Da Fruta
    - Musique et texte de Carlinhos Brown et Mikael Mutti
    - Interprété par Carlinhos Brown et Mikael Mutti
    - Produit par Sergio Mendes, John Powell, Carlinhos Brown et Mikael Mutti

  - Balanco Carioca
    - Écrit, interprété et produit par Mikael Mutti

  - Hot Wings (I Wanna Party)
    - Écrit par Will i Am[5]
    - Interprété par Will i Am, Jamie Foxx et Anne Hathaway
    - Produit par Will i Am
    - Jamie Foxx interprète avec l'aimable autorisation de J Records, une unité de Sony Music Entertainment
    - will.i.am interprète avec l'aimable autorisation de will.i.am music llc / Interscope Records

  - Fly Love
    - Musique de Carlinhos Brown
    - Texte de Siedah Garrett
    - Interprété par Jamie Foxx
    - Produit par John Powell et Carlinhos Brown
    - Jamie Foxx interprète avec l'aimable autorisation de J Records, une unité de Sony Music Entertainment

  - The Chicken Dance
    - Écrit par Werner Thomas et Terry Rendall

  - Eu Vou Te Levar Pro Rio (Take You to Rio)
    - Écrit par 'Ester Dean', Mikkel H. Eriksen et T.E. Hermansen - Version by Alex Góes
    - Interprété par Ivete Sangalo

  - Telling the World
    - Écrit par Taio Cruz et Alan Kasirye
    - Interprété par Taio Cruz
    - Produit par Taio Cruz
    - Coproduit par Alan Nglish
    - Avec l'aimable autorisation de The Island Def Jam Music Group
    - Sous licence d'Universal Music Enterprises

  - Ararinha (Fly Love)
    - Écrit par Carlinhos Brown et Siedah Garrett - Version de Carlinhos Brown
    - Interprété par Carlinhos Brown

  - Take You To Rio
    - Écrit par Ester Dean, Mikkel S. Eriksen, et T.E. Hermansen[6]
    - Interprété par Ester Dean
    - Produit par StarGate for 45th & 3rd Music LLC
    - Producteurs executifs : Tim Blacksmith et Danny D.
    - Ester Dean interprète avec l'aimable autorisation de Zone 4 / Interscope Records

  - Favo de Mel (Real In Rio)
    - Écrit par Sergio Mendes, John Powell, Carlinhos Brown, Mikael Mutti et Siedah Garrett
    - Interprété par Jesse Eisenberg, Jamie Foxx, Anne Hathaway, George Lopez, Will i Am, Jullie[7] et Os Cantores do Rio

Titre non crédité : Drop It Low, écrit et interprété par Will i Am.